# Städtische Bibliotheken Dresden
Die Städtischen Bibliotheken Dresden sind die Stadtbücherei der sächsischen Landeshauptstadt. Sie bestehen aus der Zentralbibliothek und 19 Zweigstellen in verschiedenen Dresdner Stadtteilen und gehören zu den meistgenutzten Bibliotheken im Bundesgebiet. Außerdem betreiben sie die älteste noch bestehende deutsche Fahrbibliothek, eine mobile soziale Bibliotheksarbeit und unterstützen fünf ehrenamtlich geleitete Kleinstbibliotheken in eingemeindeten Ortschaften. 2025 wurden sie zur Bibliothek des Jahres ernannt.

## Allgemeines
Der Bestand der Städtischen Bibliotheken Dresden beträgt etwa 774.000 Medien, davon 300.000 in der Zentralbibliothek.
2024 gab es etwa 4,5 Millionen Entleihungen. 2014 waren es noch 5,5 Millionen Entleihungen von Büchern und anderen Medien (davon 300.000 virtuelle Entleihungen in der eBibo).
2024 waren 77.845 aktive Nutzer angemeldet. Damit sind die Bibliotheken eine der am intensivsten genutzten Bibliotheken Deutschlands und neben der Sächsischen Landesbibliothek – Staats- und Universitätsbibliothek Dresden die zweite große Bibliothek der Stadt. Jeder aktive Nutzer leiht im Durchschnitt etwa 58 Medien pro Jahr in den Städtischen Bibliotheken aus. Jedes Medium wird durchschnittlich 5,9-mal pro Jahr ausgeliehen.
Die Städtischen Bibliotheken sind 2024 mit ca. 1,58 Millionen Besuchern die meistbesuchte Kultur- und Bildungseinrichtung Dresdens und liegen in dieser Statistik beispielsweise weit vor den einzelnen Einrichtungen der Staatlichen Kunstsammlungen.
Die Bibliotheken haben 164 besetzte Personalstellen. Über 400 Ehrenamtliche engagieren sich für die Bibliothek in Senioreneinrichtungen und privaten Haushalten.
Die Bestandserneuerungsquote belief sich 2024 auf 8,2 Prozent.
Der Deutsche Bibliotheksverband dbv zeichnete die Städtischen Bibliotheken Dresden 2004 und 2025 als Bibliothek des Jahres aus. Bei den Erhebungen zum Bibliotheksindex erlangten sie stets einen der vorderen fünf Plätze unter den Bibliotheken deutscher Großstädte. Dies ist auch auf die Veranstaltungen, darunter mehrere Autorenlesungen, zurückzuführen, die in den Räumen der Städtischen Bibliotheken stattfinden.
Arend Flemming war von 1990 bis 2021 Direktor der Städtischen Bibliotheken Dresden. Seit  15. Februar 2021 leitete Marit Kunis kommissarisch die Städtischen Bibliotheken Dresden. Sie wurde am 15. Juni 2023 vom  Stadtrat der Landeshauptstadt Dresden zur neuen Direktorin berufen.

## Standorte

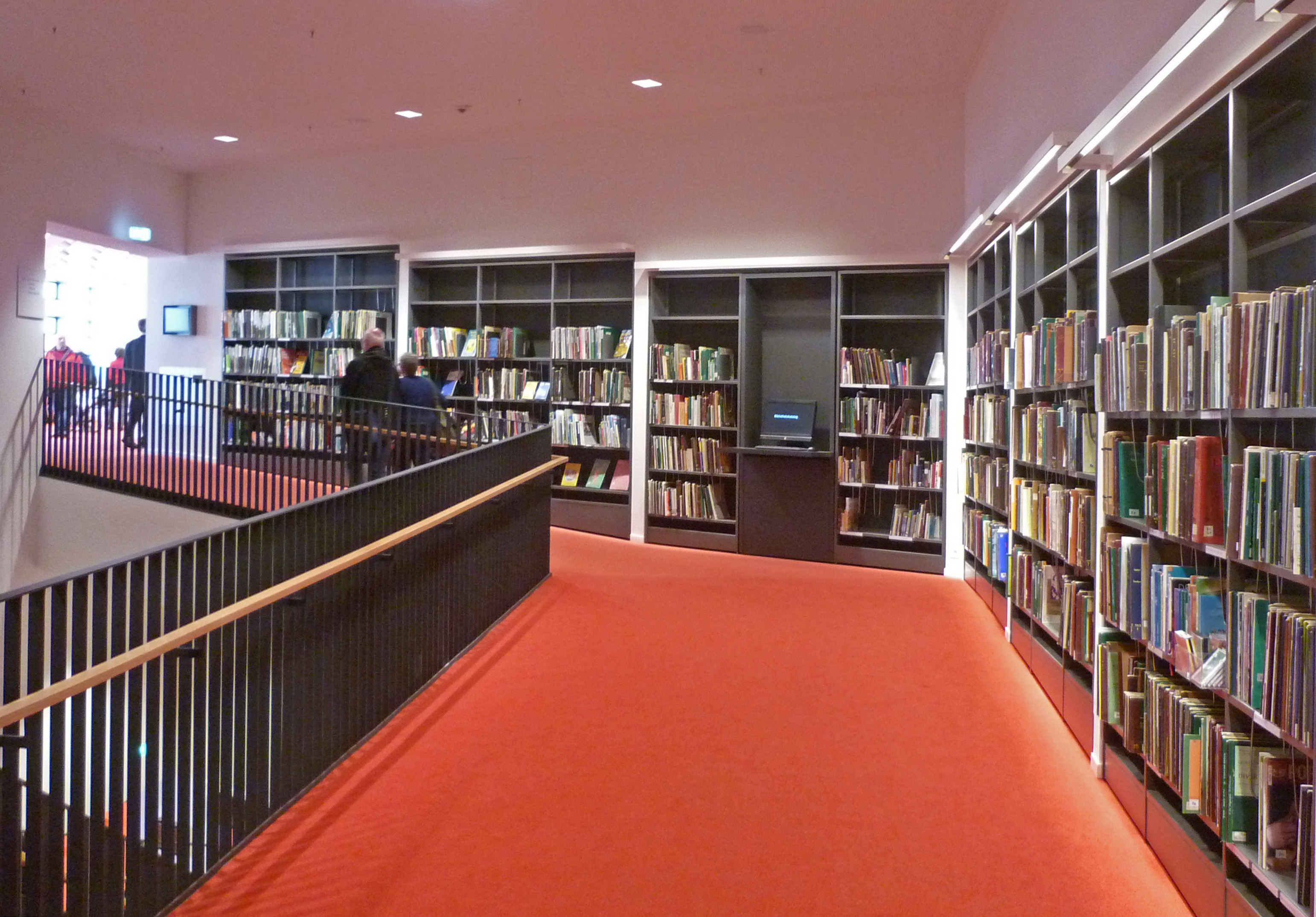
Medienbestand in der Zentralbibliothek

Die Städtischen Bibliotheken Dresden gliedern sich in 20 feste Standorte. Die Zentralbibliothek als Hauptstandort befindet sich seit April 2017 auf zwei Etagen im Kulturpalast unmittelbar im Stadtzentrum.
Des Weiteren gehören dem kommunalen Büchereibetrieb 19 Stadtteilbibliotheken an, von denen je vier oder fünf jeweils zu einem der vier Verbünde zusammengefasst sind, deren Ausdehnung ursprünglich auf das Einzugsgebiet der ehemaligen vier Stadtbezirksbibliotheken zurückgeht. Der „Verbund Nord“ besteht aus Teilbibliotheken in Pieschen, der Äußeren Neustadt, Klotzsche, Weixdorf und Langebrück. Die Bibliotheken in Laubegast, Gruna, Blasewitz, Bühlau und Weißig bilden gemeinsam den „Verbund Ost“. Der „Verbund Süd“ umfasst Teilbibliotheken in der Südvorstadt, in Strehlen, in Prohlis sowie in Leubnitz-Neuostra. Im „Verbund West“ sind die Bibliotheken in Cotta, Gorbitz, Plauen und Cossebaude zusammengefasst. Im Februar 2010 öffnete die Stadtteilbibliothek Johannstadt als neuer Standort.
Mittels einer Fahrbibliothek mit 14.000 Medien erreichen die Städtischen Bibliotheken Dresden auch Nutzer in anderen Stadtteilen. Bis 2013 waren zwei Fahrzeuge im Einsatz. Der 2016 angeschaffte neue Sattelauflieger kostete ca. 250.000 Euro. Die 11 Haltestellen werden einmal wöchentlich jeweils ein bis drei Stunden bedient. Sie liegen in Coschütz, Großzschachwitz, Hellerau, Kleinzschachwitz, Leuben, Loschwitz, Niedersedlitz, Pillnitz, Trachau, Wilschdorf und Zschertnitz. Das Depot der Fahrbibliothek befindet sich seit 2001 in Pieschen und umfasst einen Bestand von annähernd 30.000 Medien.
Über die Soziale Bibliotheksarbeit betreuen die Städtischen Bibliotheken außerdem Kleinstbibliotheken in Senioren- und Behinderteneinrichtungen, Förderschulen sowie in einigen 1999 nach Dresden eingemeindeten Ortsteilen (Ockerwitz, Pappritz, Rockau, Schönborn und Schullwitz).

## Geschichte

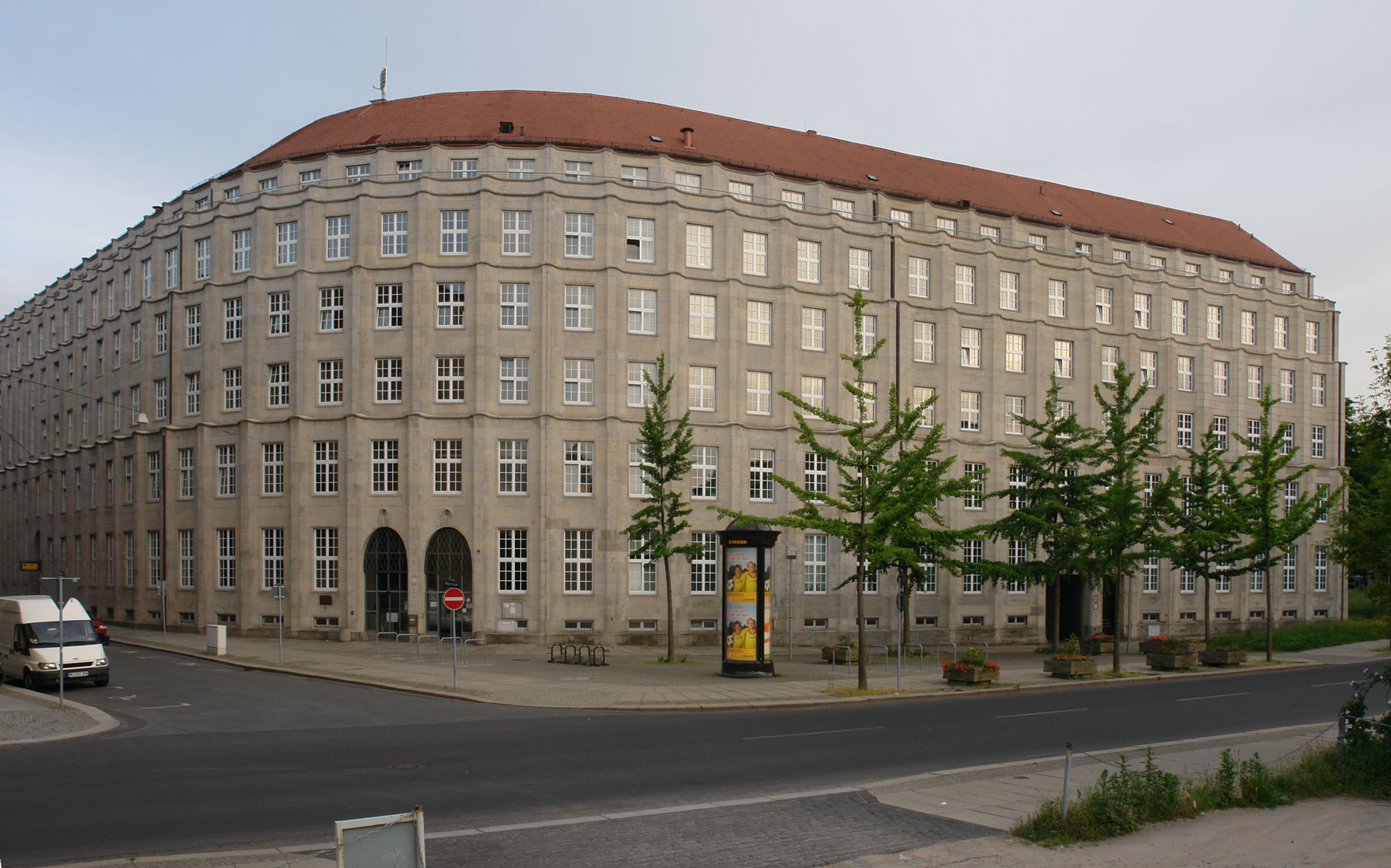
Das Stadthaus Dresden, Sitz der Bibliothekszentrale von 1923 bis 1997

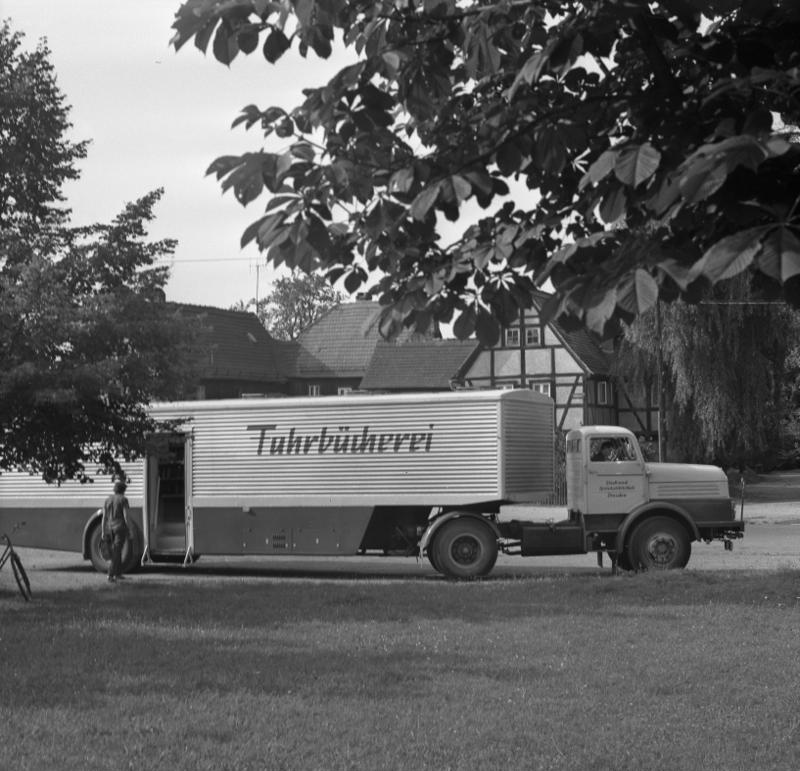
Fahrbibliothek in Dresden-Dobritz, 1970

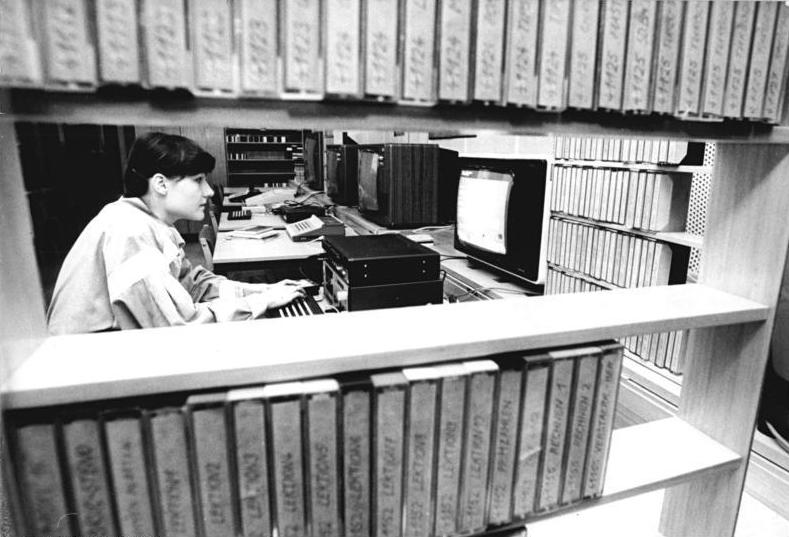
Erste Softwarebibliothek der DDR in den Städtischen Bibliotheken Dresden (1989)

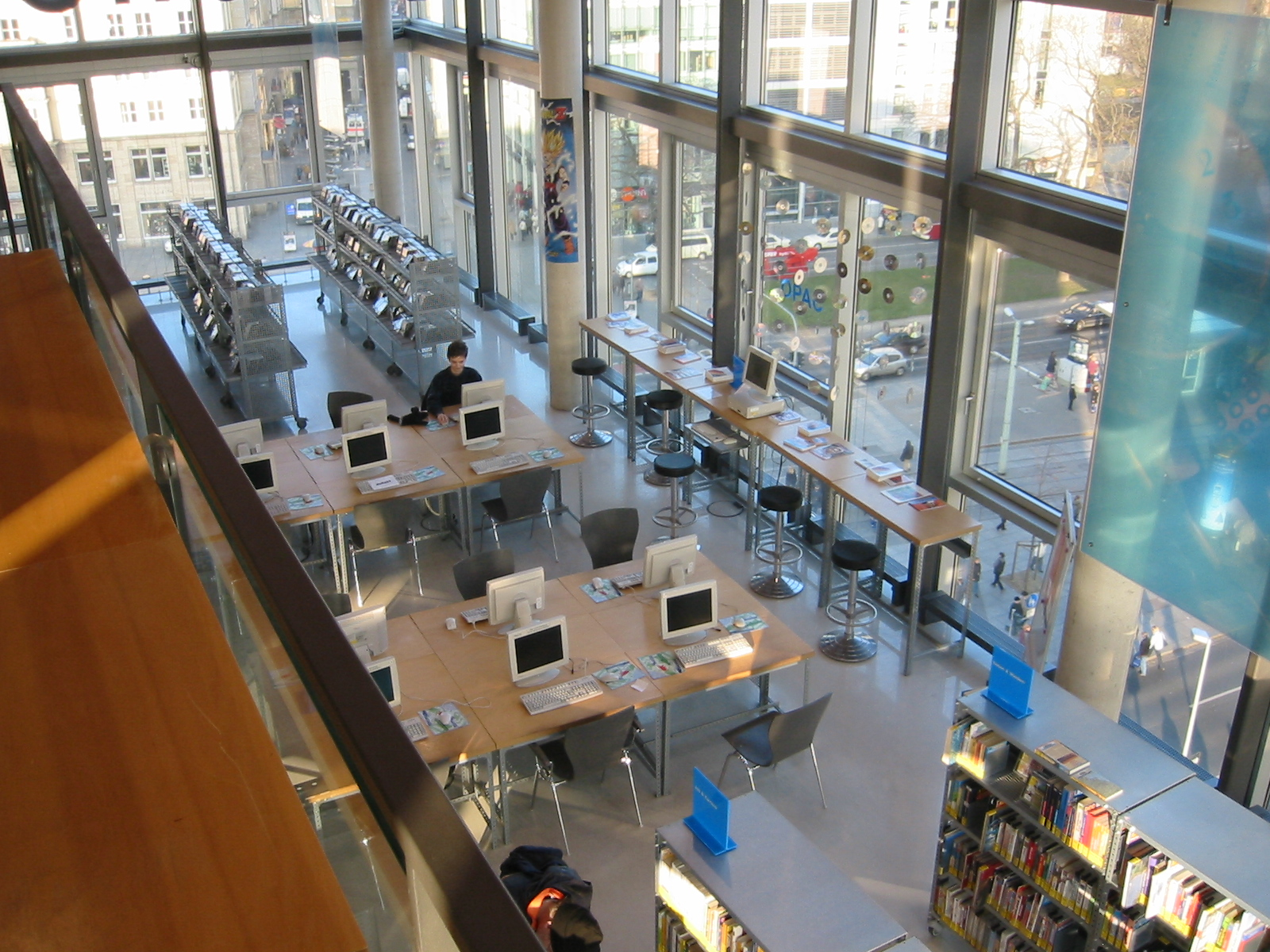
Rechnerpool in der „medien@age“ Prager Straße, 2004

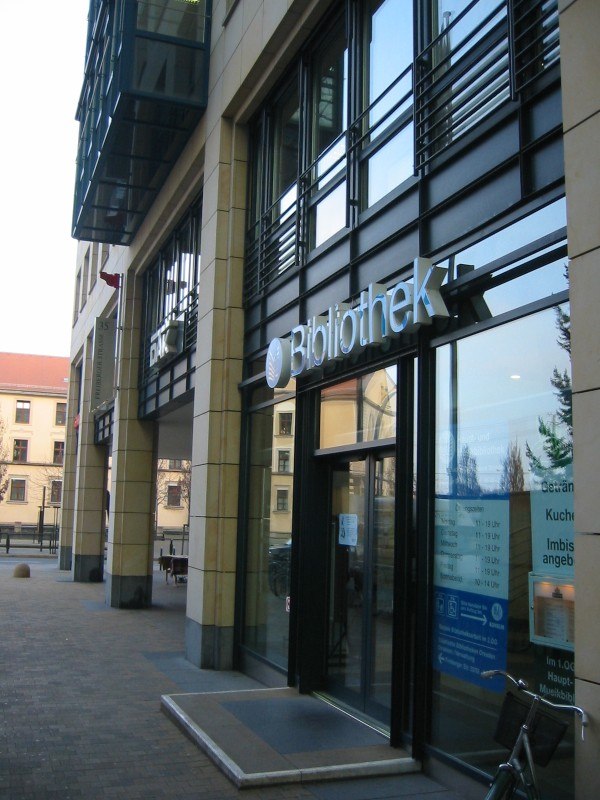
Eingang der Hauptbibliothek im World Trade Center, Standort von 1997 bis 2017

Am 3. September 1875 eröffnete die erste Dresdner Volksbibliothek in der Friedrichstadt. Zur Gründung einer ersten Stadtbibliothek kam es 1879. Sie übernahm damals die Bestände der Dresdner Ratsbibliothek und der Bibliothek der Dreikönigskirche. Hinzu kamen durch erste Erweiterungen in den 1880er Jahren unter anderem die Bibliotheken der „Ökonomischen Gesellschaft im Königreich Sachsen“ und des „Vereins für Geschichte Dresdens“. Die damalige Stadtbibliothek wurde zum Vorläufer des heutigen Stadtarchivs.
Karl August Lingner gründete 1902 in unmittelbarer Nachbarschaft der heutigen Jugendbibliothek an der Waisenhausstraße im Zuge der Bücherhallenbewegung die Dresdner Lesehalle. Außerdem entstanden in dieser Zeit mehrere Volksbibliotheken, die von gemeinnützigen Vereinen getragen wurden. Im Jahr 1910 wurden sie unter dem Namen Städtische Zentralbibliothek zusammengeführt, die drei Zweig- und sechs Ausgabestellen hatte. Die Vereinigung mit der Lesehalle Lingners zur Städtischen Bücherei und Lesehalle erfolgte 1918. Sie hatte sieben Zweig- und 14 Ausgabestellen und wurde noch bis 1919 gemeinsam mit dem Stadtmuseum Dresden und dem Ratsarchiv verwaltet.
Im Jahr 1921 wurde die „Freie Öffentliche Bibliothek Dresden-Plauen“, die 1906 von Ida Bienert als erste Volksbibliothek Sachsens gegründet worden war, Teil der Städtischen Bücherei und Lesehalle, welche 1923 ihren Hauptsitz im damals neuerbauten Stadthaus Dresden bezog. Zwei Jahre später erfolgte unter Direktor Alfred Löckle die Gründung einer der ersten deutschen Musikbibliotheken als Teil der Städtischen Bücherei und Lesehalle. Im Jahr 1929 folgte die Inbetriebnahme der ältesten noch bestehenden Fahrbibliothek Deutschlands, deren Betrieb nur kriegsbedingt wenige Jahre unterbrochen war. In ihrer Nordwest-Niederlassung in Pieschen richtete die Städtische Bücherei und Lesehalle 1935 das erste Dresdner Kinderlesezimmer ein. Die angloamerikanischen Luftangriffe auf Dresden brachten kurz vor Ende des Zweiten Weltkriegs 1945 schwere Verluste für die Städtische Bücherei und Lesehalle. Drei Viertel ihres Bestands verbrannten bei der Zerstörung des Stadthauses, unversehrt blieb nur das Musikbibliotheksmagazin. Die Lesehalle ging komplett verloren.
Im Dezember 1945 wurde der Ausleihbetrieb unter dem Namen Städtische Bücherei wieder aufgenommen. Ein großer Teil des wissenschaftlichen Bestands, etwa 18.000 Bände, ging 1951 an die Sächsische Landesbibliothek. Bis 1953 saß die Leitung der Städtischen Bücherei in der Zweigstelle Neustadt, erst dann war das Stadthaus wieder bezugsfertig und beherbergte seither auch einen öffentlichen Lesesaal. Außerdem bestanden noch drei weitere Zweigstellen. Die Fahrbibliothek bediente in dieser Zeit mit 23 Haltestellen ein historisches Maximum. Infolge der Gründung des Bezirks Dresden erhielt die Bibliothek 1954 den Status als Bezirksbibliothek und damit den neuen Namen Stadt- und Bezirksbibliothek Dresden. Sie unterstand dem Rat des Bezirkes und entwickelte sich bis 1969 zur größten Freihandbibliothek der DDR. Sie gliederte sich in vier Stadtbezirks- und 15 Zweigbibliotheken. Im Jahr 1979 wurde die Jugendbibliothek an der Hauptstraße eingerichtet.
Im Zuge der Abschaffung der Bezirke und der Wiedergründung des Freistaats Sachsen erfolgte 1990 die Umbenennung in Städtische Bibliotheken Dresden. Sie richteten 1991 einen Bücherhausdienst für alte oder behinderte Menschen ein. Da die Bestände stetig anwuchsen und das Stadthaus nur bedingt als Bibliotheksbau geeignet war, zog die Haupt- und Musikbibliothek 1997 ins World Trade Center Dresden im Stadtteil Wilsdruffer Vorstadt. Sie umfasste unter anderem die städtische Musikbibliothek mit ihren über 50.000 Noten und etwa 23.000 CDs. Außerdem war an diesem Standort die Zentrale der Sozialen Bibliotheksarbeit untergebracht, deren Angebote sich an jene Nutzer richten, denen der Bibliotheksbesuch aufgrund von Behinderungen, Krankheiten oder ihres Alters nicht möglich ist.
Die Jugendbibliothek zog im Mai 2000 von der Hauptstraße in der Inneren Neustadt auf die Prager Straße in die Seevorstadt um. Gemeinsam mit der Bertelsmann-Stiftung entwickelten die Städtischen Bibliotheken für die Jugendbibliothek unter dem Namen „medien@age“ ein modernes Konzept.
In den Jahren 1969, 2000 und 2016 erfolgten Modernisierungen der Fahrbibliothek.
Die durch die Städtischen Bibliotheken betriebenen öffentlichen Schulbüchereien konnten auch durch Personen genutzt werden, die nicht der jeweiligen Schule angehörten. Solche Bibliotheksfilialen bestanden bis 2003 im Fritz-Löffler-Gymnasium Dresden in der Südvorstadt und im Gymnasium Großzschachwitz sowie bis 2010 im Bertolt-Brecht-Gymnasium Dresden. Neben den beiden Schulbibliotheken wurden 2003 auch die Stadtteilbibliotheken in Zschertnitz und Seidnitz geschlossen. Dies geschah zur Konsolidierung des städtischen Haushaltes. Die Verwaltungsbibliothek der Stadt Dresden ging 2005 an die Städtischen Bibliotheken über. Im Herbst 2014 erfolgte der Umzug der Zweigstelle Neustadt aus einem denkmalgeschützten villenartigen Wohnhaus in der Bautzner Straße 21 in einen deutlich größeren Neubau in der Königsbrücker Straße 26.

## Gegenwart
Am 20. März 2017 wurden die Haupt- und Musikbibliothek sowie die „medien@age“ geschlossen. Im sanierten und umgebauten Kulturpalast wurde am 29. April 2017 die neue Zentralbibliothek auf zwei Stockwerken mit 300.000 Medien auf 5.000 Quadratmetern öffentlicher Fläche eröffnet. Die Neueinrichtung kostete 1,6 Millionen Euro. Die Bibliothek ist in sechs Teilbereiche gegliedert. Die Öffnungszeiten wurden erweitert: Montag bis Sonnabend 10 bis 19 Uhr mit Selbstverbuchung. Zudem wurden 500 Lese-/Arbeits-Plätze, ein Lesesaal, ein Veranstaltungsraum und ein Lounge-Bereich geschaffen. Das Online-Orientierungs und -Leitsystem Mapongo führt den Nutzer bis zum Regalstandort und zum auszuleihenden Medium.
Im Februar 2018 wurde in der Zentralbibliothek der 500.000. Besucher seit Neueröffnung empfangen.
Die Umstellung auf ein RFID-Ausleihsystem konnte 2016 fast abgeschlossen werden. Die Selbstverbuchung und die Installation eines automatisierten Medientransport- und -Sortiersystems in der Zentralbibliothek erfolgten mit dem Umzug 2017.
Im November 2019 wurde die Bibliothek Südvorstadt an einem neuen Standort eröffnet. 
Im Projekt "Bibo 7/10" öffnen Stadtteilbibliotheken länger und mit Sicherheitspersonal auch am Wochenende: Südvorstadt, Klotzsche, Neustadt, Prohlis, Gorbitz, Gruna, Strehlen, Pieschen (ohne Personal). Weitere Bibliotheksstandorte sollen so umgerüstet werden. Die Bibliotheken sollen sich stärker als Begegnungsorte profilieren.
Während der Corona-Pandemie war die Bibliothek vom 14. März bis 20. April 2020 und wieder ab 14. Dezember 2020 bis 28. Februar 2021 geschlossen.
Im August 2024 fand in der Zentralbibliothek das Event "Lesen - Leihen - Loggen" statt. 
Im Herbst 2024 wurde bekannt, dass die Städtischen Bibliotheken 300.000 Euro einsparen müssen. Gespart werden soll an Neuanschaffungen (ein Viertel weniger Titel), am Veranstaltungsprogramm und neu einzurichtenden Schulbibliotheken.

## Sonstiges
2014 war in der Ausleihe das beliebteste Buch Kruso von Lutz Seiler.
2015 waren das beliebteste Buch Verheißung von Jussi Adler-Olson und der beliebteste Film Honig im Kopf von Til Schweiger.
2016 waren das beliebteste Buch Unterleuten von Juli Zeh und das beliebteste Kinderbuch Harry Potter und das verwunschene Kind von J. K. Rowling.
2019 war das beliebteste Buch in der Belletristik "Die Mondschwester" von Lucinda Riley.
2024 war am beliebtesten der Roman "Gittersee" von Charlotte Gneuß.